# Rigoberta Bandini
Paula Ribó González (Barcelona, 30 de abril de 1990), más conocida por el nombre artístico de Rigoberta Bandini, es una cantante, actriz, actriz de voz y escritora española. Ganadora de un Premio Goya a la mejor canción original por el tema «Yo solo quiero amor», de la película Te estoy amando locamente.
Comenzó su carrera profesional desde una niña como actriz de doblaje en la serie de animación, Caillou. También es conocida por ser la voz de doblaje de actrices como Emma Stone, Dakota Fanning o Shailene Woodley.
Después de graduarse en 2011 en el Instituto del Teatro, formó junto a dos amigas un grupo de música, llamado, The Mamzelles. El grupo lanzó dos álbumes de estudio; sin embargo, no fue hasta el año 2019, cuando comenzó su proyecto en solitario como cantante.
Saltó a la fama al publicar varias de sus primeras canciones en su canal de Youtube y en Spotify, aunque no fue hasta la primera edición del Benidorm Fest cuando adquirió un mayor reconocimiento con la canción «Ay mamá». Su álbum debut, La emperatriz, alcanzó el número 5 en las listas oficiales de España.

## Biografía

### 1997-2018: Inicios y actriz de doblaje
Desde pequeña mostró especial interés por la música, y con tan solo 6 años se inició en el canto. Años más tarde y antes de los 10 años, la artista comenzó a componer sus propias canciones.
Ribó estudió Dramaturgia en el Instituto del Teatro de Barcelona. Debutó como actriz de doblaje en catalán y castellano, poniendo voz a Caillou cuando tenía siete años. En 2001, dobló a Dakota Fanning en la película Yo soy Sam. También ha doblado a las actrices Emma Stone, Shailene Woodley o Elle Fanning, entre otras. Ha doblado a diversos personajes en largometrajes de animación como El viaje de Chihiro, Brave o Frozen.
En 2010, fundó con Paula Malia y Bàrbara Mestanza el grupo musical The Mamzelles. Publicaron dos discos, Que se desnude otra, en 2012, y Totem en 2014. En 2012, la banda se convirtió también en la compañía teatral The Mamzelles Teatre, que el 2013 protagonizó la campaña publicitaria Envàs on vas. En 2017 protagonizó la película Quién eres de Javier Alba.
Entre sus referentes musicales, los cuales han influido en su música y visión de la misma, encontramos a artistas diversos como ABBA, grupo al que hace guiños, Mónica Naranjo, Daft Punk, Gigi D’Agostino o Mocedades, de quienes hizo una versión de Cuando tú nazcas.

### 2019-2022: Benidorm Fest yLa emperatriz
En 2019 despegó su carrera como cantante en solitario bajo el nombre Rigoberta Bandini. El origen ese nombre artístico se debe a una combinación: Bandini lo cogió de Arturo Bandini, alter ego del escritor John Fante en la novela Pregúntale al polvo, del que es gran seguidora, al que añadió el nombre de Rigoberta porque siempre le ha gustado.
En 2020, su sencillo In Spain We Call It Soledad se hizo viral en Spotify, otorgándole más de 200 000 escuchas mensuales. Este pico en su carrera coincidió con el momento en el cual quedó embarazada de su primer y único hijo. En este tiempo, tal y como afirma para una entrevista para Vogue,  la maternidad también supuso un momento de creación para ella, algo que se vería reflejado en su álbum La Emperatriz con canciones como Canciones de amor a ti, donde aborda precisamente la temática de la maternidad.
En 2021 publicó su séptimo sencillo en solitario, Perra cuyo videoclip fue dirigido por Irene Moray y Elena Martín. Además, ese mismo verano su canción Aviam què passa / A ver qué pasa, formó parte de una campaña de publicidad de cerveza.
El 10 de diciembre de 2021 fue anunciada como una de los 14 seleccionados para formar parte de la primera edición del Benidorm Fest con la canción «Ay mamá», optando a representar a España en el Festival de la Canción de Eurovisión 2022. En el festival, Bandini ganó su respectiva semifinal con la puntuación máxima tanto del público como del jurado profesional, mientras que en la final obtuvo el segundo puesto.
El 8 de febrero de 2022, su canción «Ay mamá» alcanzó el puesto n.º 1 en la lista de PROMUSICAE, y simultáneamente, esta canción junto a otras cuatro suyas («Too Many Drugs», «In Spain We Call It Soledad», «Perra» y «A ver qué pasa») obtuvieron su certificación de oro.
En septiembre de 2022, anunció el título y la portada de su primer álbum de estudio. La Emperatriz fue lanzado el 7 de octubre del mismo año.

### 2023-presente:Jesucrista Superstary colaboraciones
En 2023, participó en la banda sonora del largometraje Te estoy amando locamente componiendo la canción «Yo solo quiero amor». La canción ganó el premio a la mejor canción original en la 38.ª edición de los Premios Goya. En el mismo año, sacó otros sencillos independientes como «Miami Beach» o «Que más da» junto a Julieta Venegas. En 2024, colaboró con varios artistas, a principio de año, Pipiolas lanzaron «La niña bonita» en colaboración con Bandini. En abril, fue publicado el sencillo en colaboración con Love of Lesbian, «Contradicción».
Bandini anunció en septiembre de 2024 la publicación de su segundo álbum de estudio para 2025. Además, publicó el sencillo principal del álbum, «Si muriera mañana». El álbum lleva como título Jesucrista superstar. El 20 de noviembre, publicó el segundo sencillo del álbum, «Pamela Anderson».
El 1 de febrero de 2025, Rigoberta Bandini realizó una actuación como invitada en el Benidorm Fest 2025, presentando su sencillo «Kaiman» en un acto escénico acompañada de abuelas.Días después, Bandini se presentó en los Premios Goya 2025 interpretando una versión propia de la canción «El amor» de Massiel.
Un par de semanas previo al lanzamiento del álbum en marzo de 2025, Rigoberta Bandini publicó el sencillo «Aprenderás» en colaboración con Carmen Lancho.
El 21 de marzo de 2025 fue publicado el álbum Jesucrista superstar. El mismo día fue lanzado el videoclip para la canción «Busco un centro de gravedad permanente», que hace homenaje la canción «Centro de gravedad permanente» de Franco Battiato.

## Vida personal
El 4 de junio de 2020, tuvo un niño, Nico, con su pareja, Esteban Navarro. En junio de 2023, Navarro y Bandini se casaron.

## Discografía

### Álbum de estudio
| Título               | Detalles | Listas | Certificaciones |
| Título               | Detalles | ESP    | Certificaciones |
| -------------------- | --- | ------ | --------------- |
| La emperatriz        | - Lanzamiento: 7 de octubre de 2022 - Discográfica: Autopublicado - Formato: CD, LP, streaming, descarga digital | 5      | *               |
| Jesucrista superstar | - Lanzamiento: 21 de marzo de 2025 - Discográfica: Autopublicado - Formato: CD, LP, streaming, descarga digital  | 7      |                 |

### Sencillos
| Título                                                                | Año  | Posición más alta   | Certificaciones | Álbum                         |
| Título                                                                | Año  | España PROMUSICAE · | Certificaciones | Álbum                         |
| --------------------------------------------------------------------- | ---- | ------------------- | --------------- | ----------------------------- |
| "Too Many Drugs"                                                      | 2020 | 63                  | -               | La emperatriz                 |
| "Que Cristo baje"                                                     | 2020 | —                   | —               | La emperatriz                 |
| "In Spain We Call It Soledad"                                         | 2020 | 49                  | -               | La emperatriz                 |
| "Perra"                                                               | 2021 | 26                  | -               | La emperatriz                 |
| "Aviam què passa"                                                     | 2021 | —                   | —               | sin álbum                     |
| "“A ver qué pasa”"                                                    | 2021 | 45                  | -               | sin álbum                     |
| "Julio Iglesias"                                                      | 2021 | —                   | —               | La emperatriz                 |
| "Ay mamá"                                                             | 2021 | 1                   | - 2×            | La emperatriz                 |
| "A todos mis amantes"                                                 | 2022 | —                   | —               | La emperatriz                 |
| "Así Bailaba" (con Amaia)                                             | 2022 | 41                  | -               | La emperatriz                 |
| "Miami Beach"                                                         | 2023 | —                   | —               | sin álbum                     |
| «Yo solo quiero amor»                                                 | 2023 | —                   | —               | BSO Te estoy amando locamente |
| "Que más da" (con Julieta Venegas)                                    | 2023 | —                   | —               | sin álbum                     |
| "Si muriera mañana"                                                   | 2024 | —                   | —               | Jesucrista superstar          |
| "Pamela Anderson"                                                     | 2024 | —                   | —               | Jesucrista superstar          |
| "Kaiman"                                                              | 2025 | —                   | —               | Jesucrista superstar          |
| "Aprenderás" (con Carmen Lancho)                                      | 2025 | —                   | —               | Jesucrista superstar          |
| "Busco un centro de gravedad permanente"                              | 2025 | —                   | —               | Jesucrista superstar          |
| — señala que la canción no entró en las listas de éxitos de ese país. |      |                     |                 |                               |

#### Colaboraciones o artista invitada
| Título                                             | Año       | Álbum                   |                         |      |                            |
| -------------------------------------------------- | --------- | ----------------------- | ----------------------- | ---- | -------------------------- |
| Título                                             | Año       | Álbum                   | "Amanecer" (con Alizzz) | 2021 | "Tiene que haber algo más" |
| "Se va" (con Delaporte)                            | "Titanas" |                         |                         | 2021 |                            |
| "La niña bonita" (con Pipiolas)                    | 2024      | Sin álbum               |                         |      |                            |
| "Splash (más que mares)" (con Colapesce Dimartino) | 2024      | Sin álbum               |                         |      |                            |
| "Contradicción" (con Love of Lesbian)              | 2024      | "Ejército de salvación" |                         |      |                            |

#### Sencillos promocionales
| Título             | Año       | Álbum                |          |      |           |
| ------------------ | --------- | -------------------- | -------- | ---- | --------- |
| Título             | Año       | Álbum                | "Fiesta" | 2020 | sin álbum |
| "Cuando tú nazcas" | sin álbum |                      |          | 2020 |           |
| "The Fuck Poem"    | 2021      | sin álbum            |          |      |           |
| "Soy mayor"        | 2025      | Jesucrista Superstar |          |      |           |

## Filmografía
| Año  | Título                                 |
| ---- | -------------------------------------- |
| 2014 | Searching for Meritxell                |
| 2014 | Contornos                              |
| 2016 | Cites (1 episodio)                     |
| 2017 | Quién eres                             |
| 2016 | Cabories - Josep Oller                 |
| 2021 | L'última nit del karaoke (3 episodios) |
| 2022 | Las de la última fila                  |

| Año       | Título                          | Papel                                                 |
| --------- | ------------------------------- | ----------------------------------------------------- |
| 1997-2002 | Caillou                         | Caillou                                               |
| 2002-2003 | Caillou                         | Rosita                                                |
| 1999      | A Bug's Life                    | Dot                                                   |
| 2001      | Monsters, Inc.                  | Boo                                                   |
| 2002      | El Viaje de Chihiro             | Chihiro Ogino                                         |
| 2002      | I Am Sam                        | Lucy Diamond Dawson                                   |
| 2002      | Trapped                         | Abigail Abbie Jennings                                |
| 2002      | Sweet Home Alabama              | Melanie                                               |
| 2003      | Peter Pan                       | Wendy                                                 |
| 2003      | Uptown Girls                    | Lorraine «Ray» Schleine                               |
| 2003      | Kim Possible: A Sitch in Time   | Kim Possible                                          |
| 2003      | Escuela de Rock                 | Alicia Brace Face                                     |
| 2003      | El libro de la selva 2          | Shanti                                                |
| 2004      | Man on Fire                     | Lupita Ramos                                          |
| 2004      | Friends                         | Mackenzie (Episodio: The One with Princess Consuela ) |
| 2005      | Hide and Seek                   | Emily Callaway                                        |
| 2006      | Charlotte's Web                 | Fern Arable                                           |
| 2009      | Push                            | Cassie Holmes                                         |
| 2010      | The Runaways                    | Cherie Currie                                         |
| 2011      | Contagio                        | Jory Emhoff                                           |
| 2011      | Scream 4                        | Jill Roberts                                          |
| 2012      | Brave                           | Mérida                                                |
| 2012      | Les Misérables                  | Éponine                                               |
| 2013      | Frozen                          | Anna (catalán)                                        |
| 2013      | The Purge                       | Zoey Sandin                                           |
| 2013      | Los Croods                      | Eep                                                   |
| 2014      | Divergente                      | Tris                                                  |
| 2014      | Bajo la misma estrella          | Hazel                                                 |
| 2015      | Pitch Perfect 2                 | Emily                                                 |
| 2015      | The Divergent Series: Insurgent | Tris                                                  |
| 2016      | The Divergent Series: Allegiant | Tris                                                  |
| 2016      | American Pastoral               | Merry Levov                                           |
| 2016      | Gods of Egypt                   | Zaya                                                  |
| 2016      | Zootopia                        | Judy Hopps                                            |
| 2016      | Trolls                          | Poppy                                                 |
| 2017      | Despicable Me 3                 | Margo                                                 |
| 2019      | Frozen II                       | Anna (catalán)                                        |
| 2019      | Once Upon a Time in Hollywood   | Squeaky                                               |
| 2020      | Trolls 2: Gira mundial          | Poppy                                                 |
| 2020      | The Croods: A New Age           | Eep                                                   |
| 2021      | Sing 2                          | Porsha                                                |
| 2023      | Trolls 3: Todos juntos          | Poppy                                                 |
| 2024      | Del Revés 2                     | Envidia                                               |
| 2025      | Pitufos                         | La Pitufina                                           |

## Giras
- Rigo Tour (2022)[48]
- Jesuscrista Superstar Tour (2025)[49]

## Reconocimientos

#### Premios Goya
| Año  | Categoría              | Nominación            | Resultado |
| ---- | ---------------------- | --------------------- | --------- |
| 2023 | Mejor canción original | «Yo solo quiero amor» | Ganadora  |

En 2021 fue incluida en la lista de los 100 españoles más creativos de Forbes dentro de la categoría de arte junto a la pintora Laura Cano, la poetisa Elvira Sastre o la fotógrafa Carlota Guerrero, entre otros nombres. Además, ese mismo año fue ganadora de los Premios Arc en la categoría de "Artista revelación".
En 2022 se convirtió en ganadora de seis premios de la II Edición de los Premios  +Músicas 2022 a "Mejor EP" "Mejor Artista" "Mejor Artista Revelación" "Mejor Canción" y "Mejor Videoclip".
Además, en los Premios MIN celebrados en 2023 organizados por UFI (Unión Fonográfica Independiente), ganó el premio por su videoclip «AY MAMÁ».